# St. Ingbert

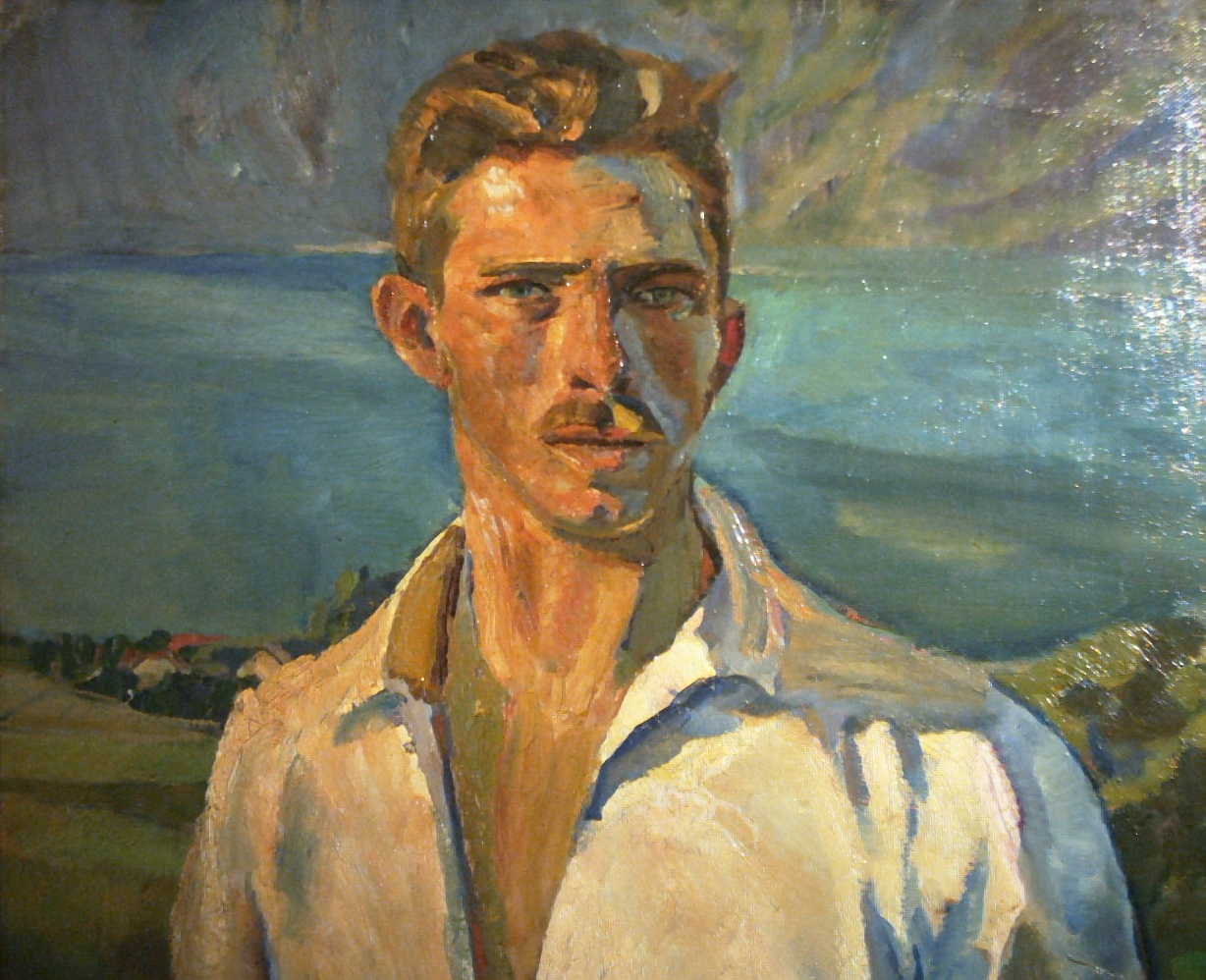
Albert Weisgerber, autoportret

St. Ingbert este un oraș din landul Saarland, Germania.

## Geografie

### Suprafață
Orașul cu cele cinci regiuni cuprinde o suprafață de 50 Km² și anume:
- St. Ingbert-Mitte: 2.473 ha
- Rohrbach: 745 ha
- Hassel: 926 ha
- Oberwürzbach: 552 ha
- Rentrisch: 208 ha

Zona de utilizare este următoarea:
- 22 % clădiri - și suprafețe libere
- 8,2 % zonă de trafic
- 14,2 % terenuri agricole
- 52,3 % păduri

### Zona naturală
St. Ingbert se află la poalele Pădurii palatine. Astfel cea mai mare parte a zonei urbane este formată din pădure de fag și dealuri. Centru orașului cât și Rohrbach și Rentrisch sunt traversate de Rohrbach, care se varsă în Saar. Pârâurile care traversează cartierele Reichenbrunn, Oberwürzbach și Hassel, se varsă în Blies.
Geologic, este situat în „depresiunea palatină”, care aici este constituită din gresia colorată. Solurile, mai puțin fertile, sunt compuse în principal din păduri.

### Amplasare
St. Ingbert se situează pe axa Saarbrücken – Homburg, care pentru Saarland este o principala însemnătate, deoarece reunește cea mai mare putere economică a landului. Din punct de vedere internațional St. Ingbert este situat pe linia care leagă Parisul cu Frankfurt am Main. Este situat la 7° 6' 45" longitudine estică și 49° 16' 47" longitudine vestică.

### Comune vecine
Orașul are șapte comune vșcine. Acestea sunt Spiesen-Elversberg și Neunkirchen (Saar) (Districtul Neunkirchen), Kirkel, Blieskastel și Mandelbachtal (Saarpfalz-Kreis), Saarbrücken și Sulzbach/Saar (Districtul Saarbrücken).

## Istorie

### Începuturile
Din primele secole d.H., coloniile romane ocupau zona urbană. Perioada exactă fiind încă neclară. Prima referire oficială a localități poate fi găsită  la 28 iunie 888 într-un act al regelui Arnulf de Carintia, pe atunci încă Lendelfingen. În jurul anului 580, Sf. Ingobertus rămânea în zona orașului de astăzi St. Ingbert.

### Etimologie
Numele orașului provine de la numele Sfântului Ingobertus.

### Obiective turistice

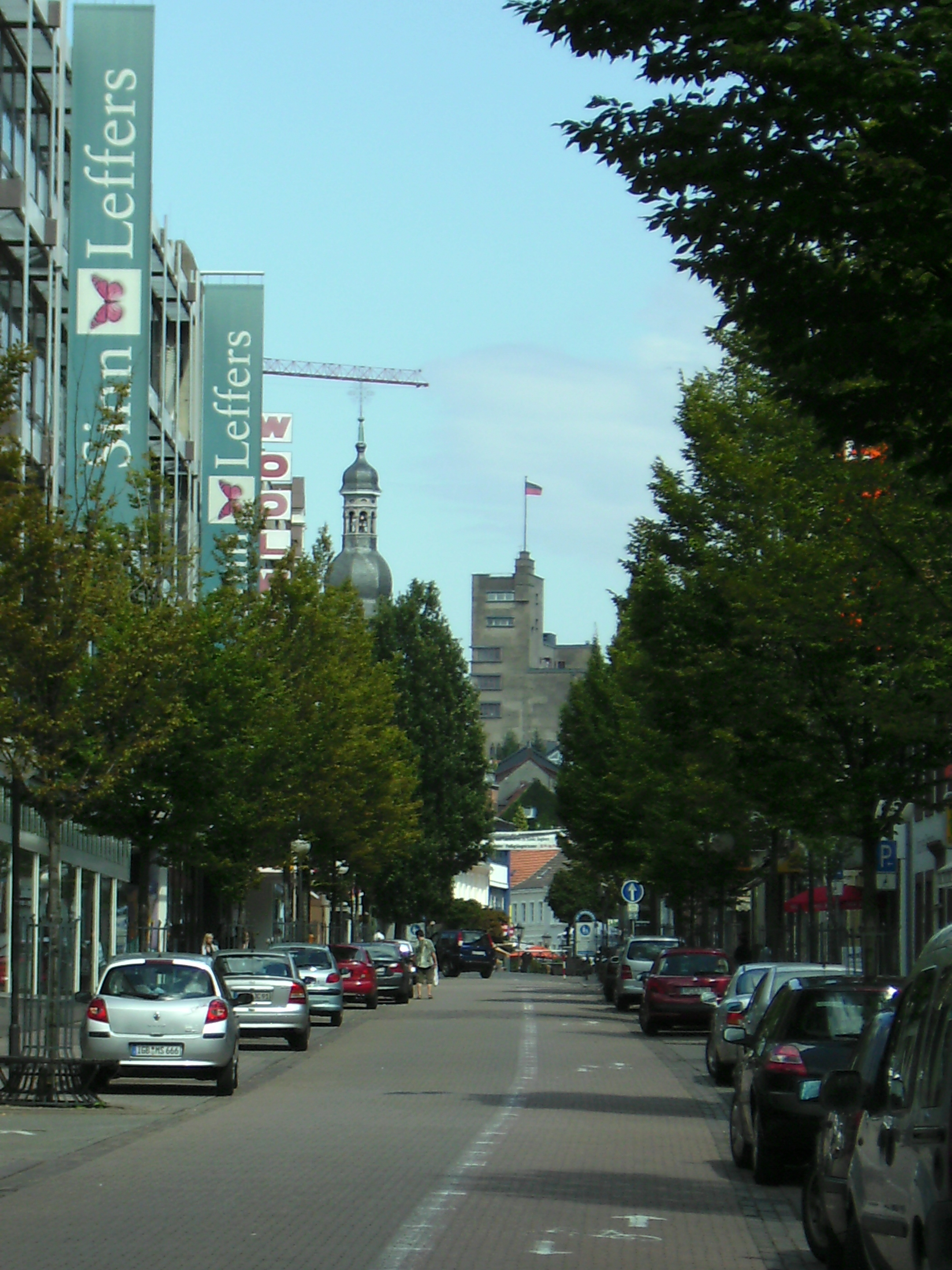
Strada „Kaiserstraße“ cu turnul „Beckerturm“ în fundal
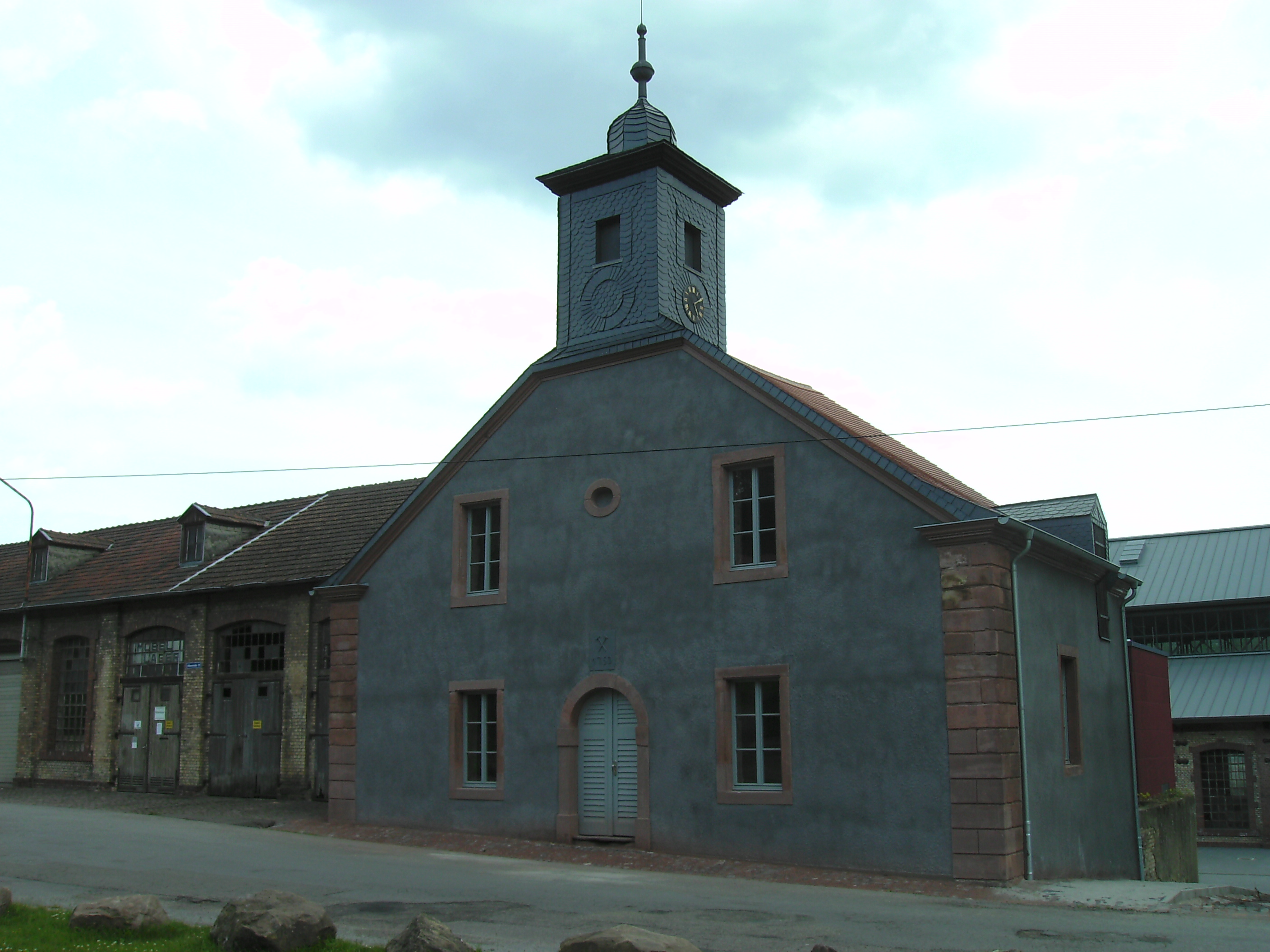
Möllerhalle (după restaurare)
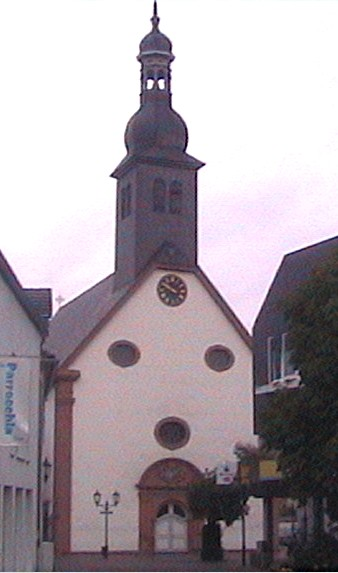
„Alte Kirche“(Biserica veche): St. Engelbert
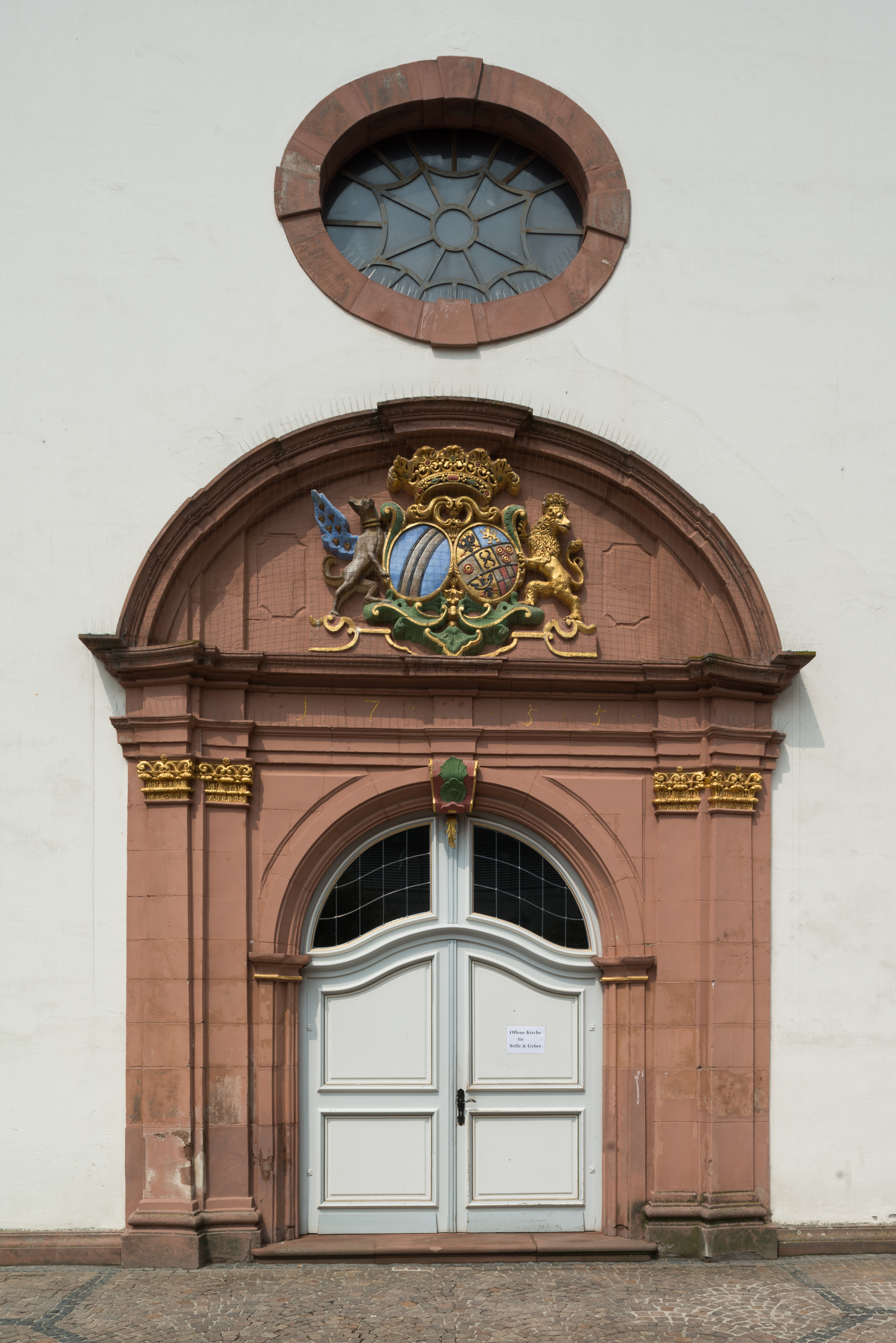
Portalul bisericii St. Engelbert
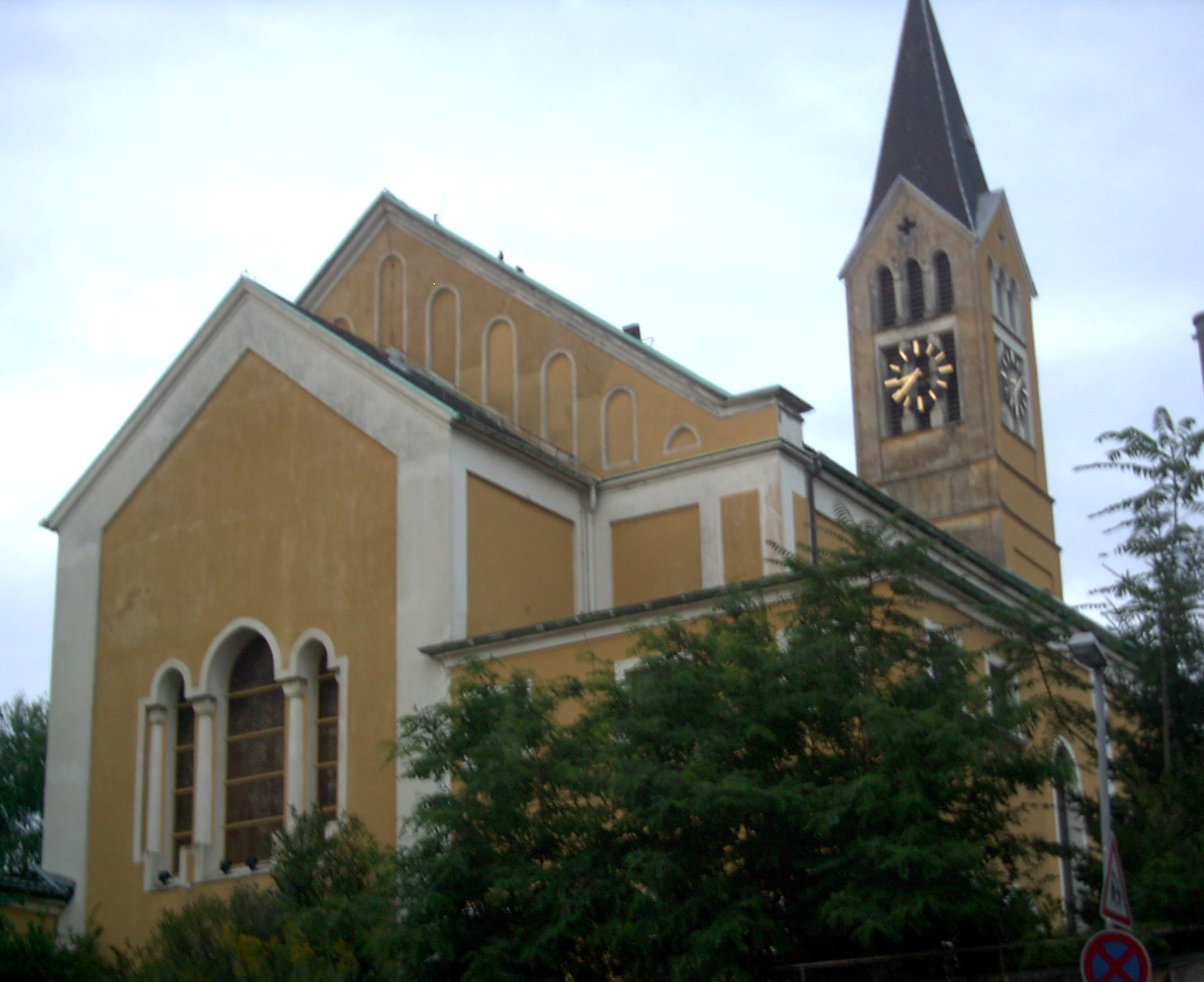
Biserica Martin-Luther
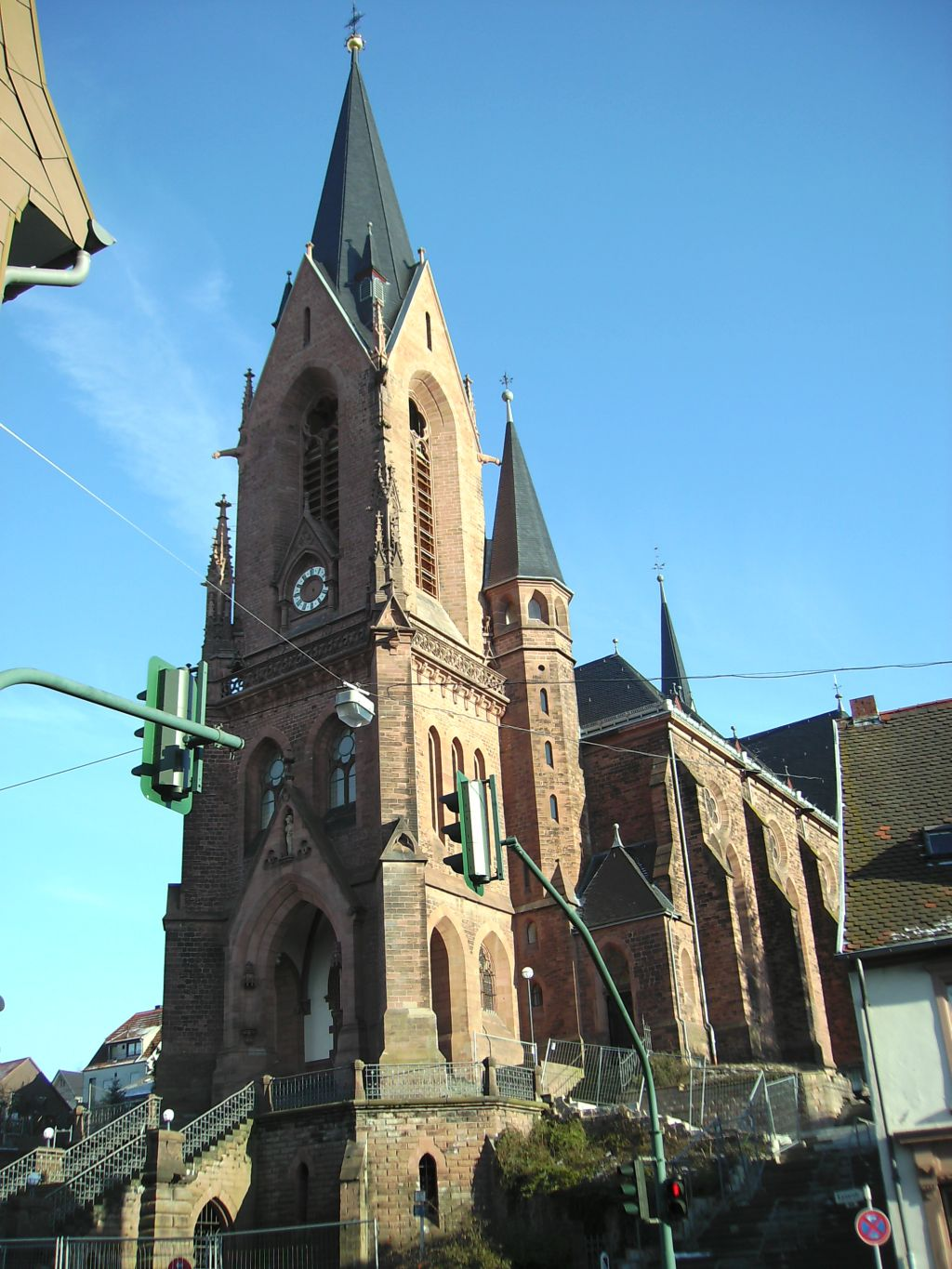
Biserica Josefskirche după incendiu și restaurare (2012)
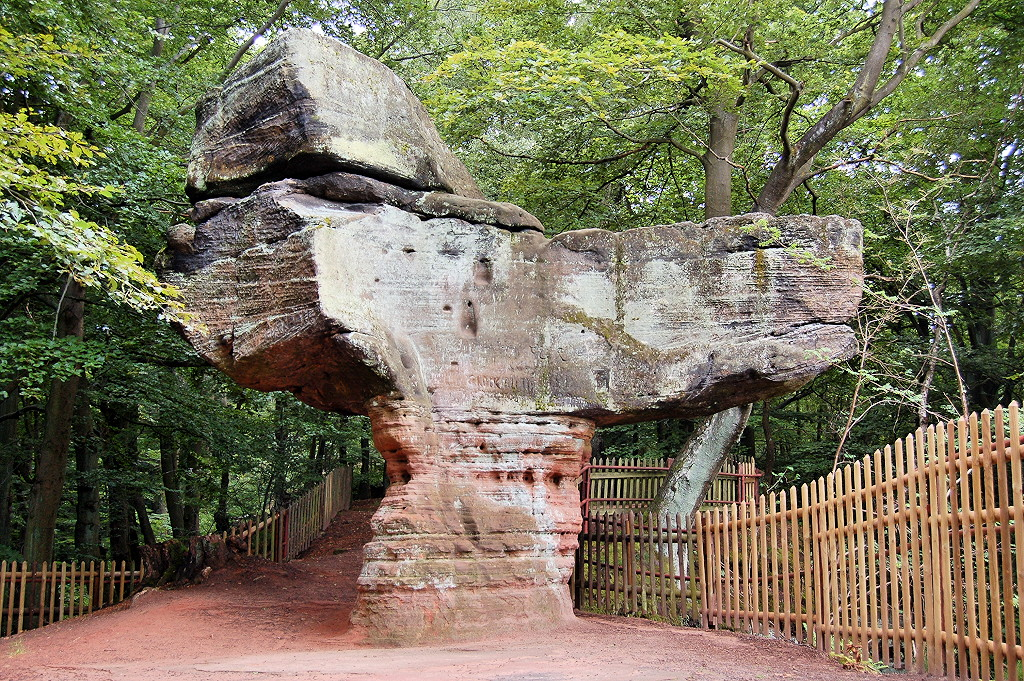
Der Stiefel
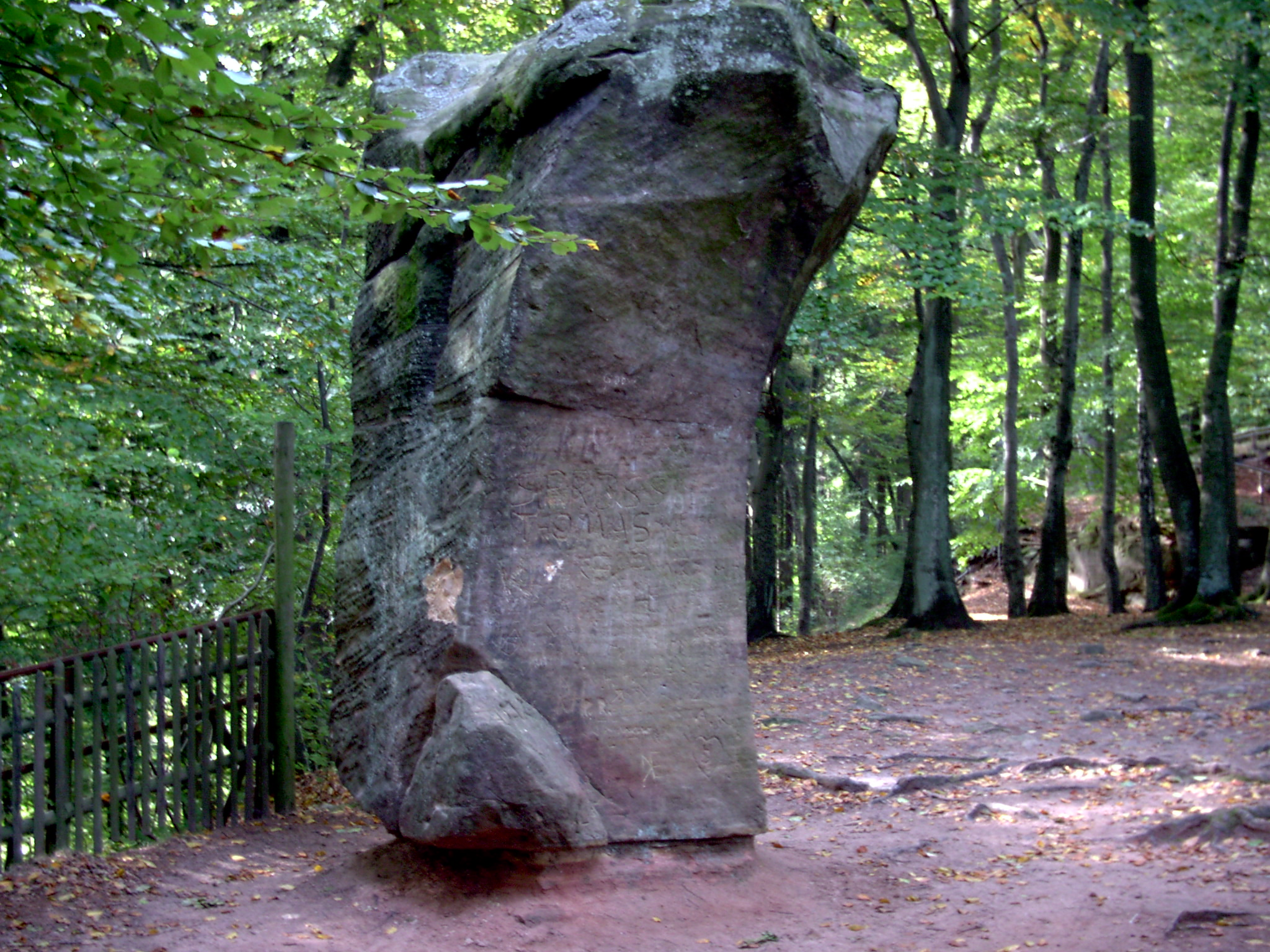
Der Teufelstisch
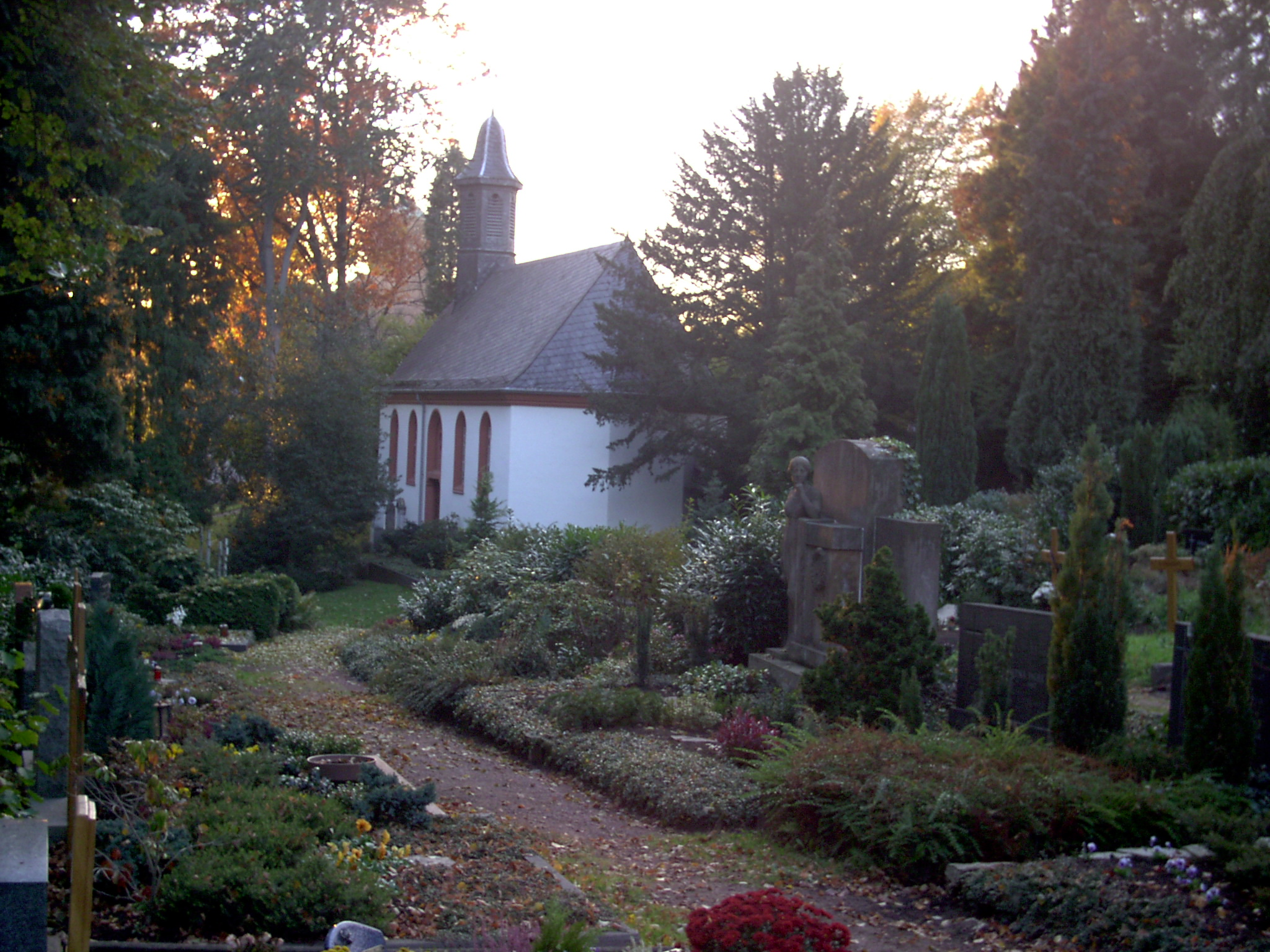
Vechiul cimitir și capela

## Personalități
- Albert Weisgerber (1878-1915), pictor

1. ↑   http://www.saarbruecker-zeitung.de/saarland/homburg/sanktingbert/sanktingbert/Ingbert-Buergermeister-und-Oberbuergermeister-Familien;art446871,5895867 Lipsește sau este vid: |title= (ajutor)
2. ↑   https://www.st-ingbert.de/rathaus/oberbuergermeister.html, accesat în 17 noiembrie 2022 Lipsește sau este vid: |title= (ajutor)
3. ↑  Alle politisch selbständigen Gemeinden mit ausgewählten Merkmalen am 31.12.2018 (4. Quartal) (în germană), Statistisches Bundesamt[*], arhivat din original la 10 martie 2019, accesat în 10 martie 2019